# عدد بگنولد
عدد بگنولد(به انگلیسی: Bagnold number) یک کمیت بدون بعد می باشد که در توصیف رفتار جریان های شامل جامدات گرانولی کاربرد دارد.این عدد به افتخار رالف بگنولد(به انگلیسی: Ralph Alger Bagnold) نامگذاری شده است.
این عدد با نماد {\displaystyle Ba} نمایش داده می‌شود و به صورت زیر تعریف می شود:
{\displaystyle Ba={\frac {mD^{2}\gamma }{2\gamma _{e}\mu }}}
در این رابطه:
- {\displaystyle m} جرم
- {\displaystyle D} قطر ذرات گرانولی
- {\displaystyle \gamma } کشش سطحی
- {\displaystyle \mu } ویسکوزیته سیال انتقال دهنده ذرات